# 瓦尔特·古格里埃尔姆奥内
瓦尔特·古格里埃尔姆奥内·戈麦斯（西班牙語：Walter Guglielmone Gómez，1978年4月11日—），昵称古利，是一名乌拉圭足球运动员，司职前锋，曾效力于中国足球甲级联赛球队北京理工大学。

## 俱乐部生涯
古格里埃尔姆奥内在乌拉圭足球甲级联赛豪门民族接受足球训练，2000年在低级别球队里维拉开始职业足球生涯，由于表现出色，一年后转投蒙得维的亚流浪者，2002年回到民族队。在夏季转会中，古格里埃尔姆奥内被法国足球甲级联赛球队阿雅克肖买入。但经过一个不算成功的赛季后，他又回到乌拉圭，先后效力于民族队和多瑙河。2004年下半年，古格里埃尔姆奥内加盟墨西哥球队帕丘卡，之后又效力于恰帕斯美洲虎。2005年开始，他再度在乌拉圭效力两年，这次效力的球队是佩那罗尔和蒙得维的亚利物浦。
2007年，古格里埃尔姆奥内前往阿塞拜疆，加盟国际巴库，并在2008-09赛季成为联赛最佳射手。之后，他又在另一支巴库的球队巴库石油工人效力一个赛季。2010年后，古格里埃尔姆奥又先后短暂效力于巴拉圭球队瓜拉尼，乌拉圭球队蒙得维的亚流浪者和巴西球队佩洛塔斯。
2012年7月，古格里埃尔姆奥加盟中国足球甲级联赛球队北京理工大学，注册名为瓦特。7月22日，他在北京理工大学主场1比3不敌武汉卓尔的比赛中射进在中国的首个进球。他在2012赛季中甲联赛出场13次，射进3球，赛季结束后并没有得到北理工的续约。

## 国家队生涯
古格里埃尔姆奥内在2001年曾入选过乌拉圭国家足球队，并参加2001年美洲金杯赛。

## 个人
现乌拉圭国家队、英超球队曼联前锋埃丁森·卡瓦尼是古格里埃尔姆奥内的同母异父弟弟。